# مأموریت‌های یاناگی

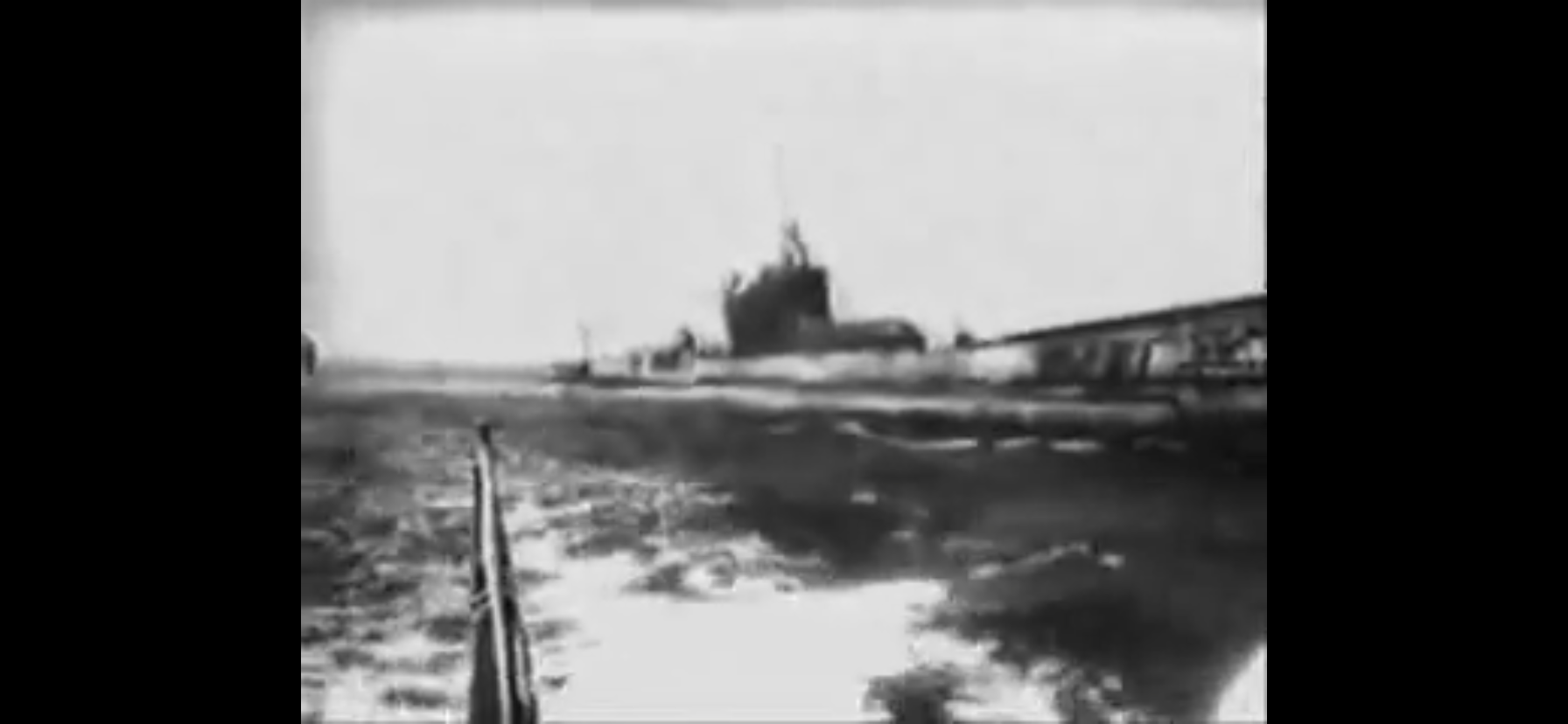
نمایی از زیردریایی «I-30» که در اولین عملیات زیردریایی آلمان مورد استفاده قرار گرفت. - ۱۹۴۲

ماموریت‌های یاناگی (انگلیسی: Yanagi missions) یک سری سفرهای زیردریایی بود که توسط نیروی دریایی امپراتوری ژاپن (IJN) در طول جنگ جهانی دوم، برای تبادل فناوری، مهارت‌ها و مواد  امپراتوری ژاپن با نیروهای محور، اساساً آلمان نازی انجام شد.